# Manuel Martins Torres
Manuel Martins Torres (Rio de Janeiro, 22 de março de 1843 — 16 de dezembro de 1905), foi um magistrado político brasileiro. Era conhecido tanto como Martins Torres ou como Manuel Torres. Seu filho Alberto Torres foi um político e grande pensador social brasileiro.

## Biografia

### Carreira durante oSegundo Reinado
Em 1864 concluiu o curso superior na Faculdade de Direito de São Paulo, onde fez amizade com Prudente de Morais, que seria posteriormente Presidente do Brasil. Entre 1866 e 1871, já no estado brasileiro do Rio de Janeiro, foi promotor público e inspetor de segurança pública na cidade de Cabo Frio. Exercendo o mesmo cargo, em 1872, transferiu-se para as cidades de Lages e, posteriormente,Itajaí, ambas no estado de Santa Catarina. Por conta de sua profissão, em seguida, ainda iria para Cuiabá, Bahia e Paraíba, onde seria chefe de polícia.
Na década de 1880 fixa-se na cidade de Niterói, no estado do Rio de Janeiro, e torna-se membro do Partido Liberal, sendo eleito deputado provincial.

### Período republicano
Com a Proclamação da República, o marechal Deodoro da Fonseca torna-se Presidente do Brasil e nomeia Francisco Portela governador provisório do estado do Rio de Janeiro. Manuel Torres incorpora-se ao novo regime e torna-se vice-governador de Portela, permanece no cargo até 10 de maio de 1891;  quando a Assembleia Legislativa elegeu Francisco Portela presidente constitucional e Artur Getúlio das Neves como o seu vice-presidente.
Passou a fazer oposição a Francisco Portela, ingressando no Partido Republicano Fluminense. Com a renúncia de Deodoro da do cargo de presidente da República Portela perdeu importante suporte político. Junto com seu filho Alberto Torres, Manuel Torres organizou uma série de comícios contra Portela na cidade de Niterói. Ao fim, assim como Deodoro, Portela também renuncia ao cargo.
Com o fim do governo Portela, são convocadas novas eleições e José Tomás da Porciúncula passa a governar o estado do Rio de Janeiro; na mesma eleição são escolhidos como seus vices: Manuel Martins Torres, Joaquim Maurício de Abreu e o Barão de Miracema. Nesta condição Martins Torres assumiu a presidência do estado do Rio de Janeiro no período em que José Tomás da Porciúncula esteve licenciado, entre 12 de junho e 15 de agosto de 1893. Durante a Revolta da Armada a capital estadual é transferida de Niterói para Petrópolis, neste período Torres assumiu interinamente a chefatura de polícia da então capital federal, a cidade do Rio de Janeiro.
Em 1896 ocorre uma disputa intrapartidária no Partido Republicano Fluminense (PRF) entre o grupo dissidente liderado pelo Barão de Miracema e o grupo fiel a Porciúncula. Manuel Torres, recompôs o partido sob a chefia de Porciúncula.
Já em 1898 foi eleito deputado estadual e seu filho, Alberto Torres, passa a governar o estado. No governo, Alberto passa a contestar a liderança partidária de Porciúncula. O grupo do partido que permaneceu fiel a Porciúncula articula uma tentativa de impeachment, que foi frustrada. Diante dos acontecimentos Martins Torres sai do Partido Republicano Fluminense e cria o Partido Republicano do Rio de Janeiro (PRRJ), chefiado por Alberto Torres; neste partido é reeleito deputado estadual em 1900.
Assumiu com senador, em 1901. quando Quintino Bocaiúva teve que renunciar este cargo para que pudesse assumir o governo do estado do Rio de Janeiro.
Em 1903, quando começaram as discussões a respeito do retorno da capital do estado de Petrópolis para Niterói, Martins Torres posicionou-se contra, mas acabou sendo derrotado.
Nas eleições presidenciais de 1902 apoiou Rodrigues Alves e não Quintino para Presidente da República. Em 1903 Nilo Peçanha assume o governo do estado do Rio de Janeiro, Manuel Torres passa a lhe fazer oposição no Senado.